# مارسل بیچ
مارسل بیچ (انگلیسی: Marcel Bitsch; ۲۹ دسامبر ۱۹۲۱ – ۲۱ سپتامبر ۲۰۱۱) آهنگساز، و استاد دانشگاه اهل فرانسه بود.
وی همچنین برندهٔ جوایزی همچون جایزه بزرگ رم شده‌است.